# Come all'inferno
Come all'inferno (A Glimpse of Hell) è un film televisivo del 2001 diretto da Mikael Salomon con protagonisti James Caan e Robert Sean Leonard.

## Trama
Nel 1989, durante un'esercitazione all'interno dell'U.S.S. Iowa, un'esplosione provoca 46 morti. Il capitano Fred Moosally è l'unico a sapere le cause dell'incidente e per paura di essere considerato il responsabile della tragedia elimina tutte le prove e minaccia l'equipaggio, ma un coraggioso tenente vuole che la verità venga fuori.